# Résidence Kennedy
De Tour Kennedy of Résidence Kennedy is een woontoren in de Belgische stad Luik. Het gebouw ligt in het centrum bij de Maas, ter hoogte van de Pont Kennedy, Quai Paul van Hoegaerden 2.
De bouw van deze toren eindigde in 1970. Met een hoogte van 84 meter is het het op twee na hoogste gebouw van de stad. Alle 24 verdiepingen worden gebruikt als residentie en daarmee komt dit gebouw op de tweede plaats van hoogste woontorens van Luik. De hoogste woontoren van Luik is de Atlastoren in de wijk Droixhe.

## Brand van 24 juni 2024
Op 24 juni brak er brand uit in het gebouw en zaten vele bewoners voor verschillende uren vast. De brandweer en politie informeerde hen dat ze op hun terras moesten blijven, om intoxicatie door de rookontwikkeling zoveel mogelijk te vermijden. 
Het gebouw werd vervolgens geëvacueerd, met name door vijftien luchtreddingsacties per helikopter uit te voeren met behulp van een NH-90 helikopter van het 40e Heli-squadron van de vliegbasis Koksijde , evenals met de versterking van een Luxemburgse MD-902 van de Luxembourg Air Rescue 3. Dit type redding was een primeur in België voor een brand in een hoogbouw.
De Luikse brandweerlieden deden ook een beroep op de Antwerpse brandweerlieden met hun 50 meter lange gelede hefarm en op de Brusselse brandweerlieden met hun 64 meter lange telescopische ladder , de hoogste van Europa, om toegang te krijgen tot de hoogste verdiepingen. Andere versterkingen kwamen uit de reddingszone Vesdre-Hoëgne & Plateau, evenals een dierenreddingseenheid uit de reddingszone Hesbaye. Ook de civiele bescherming , het Belgische Rode Kruis en tal van politiediensten werden ter plaatse gestuurd.
Bij deze brand vielen 3 doden, en het hele gebouw werd onbewoonbaar verklaard.

## Fotogalerij

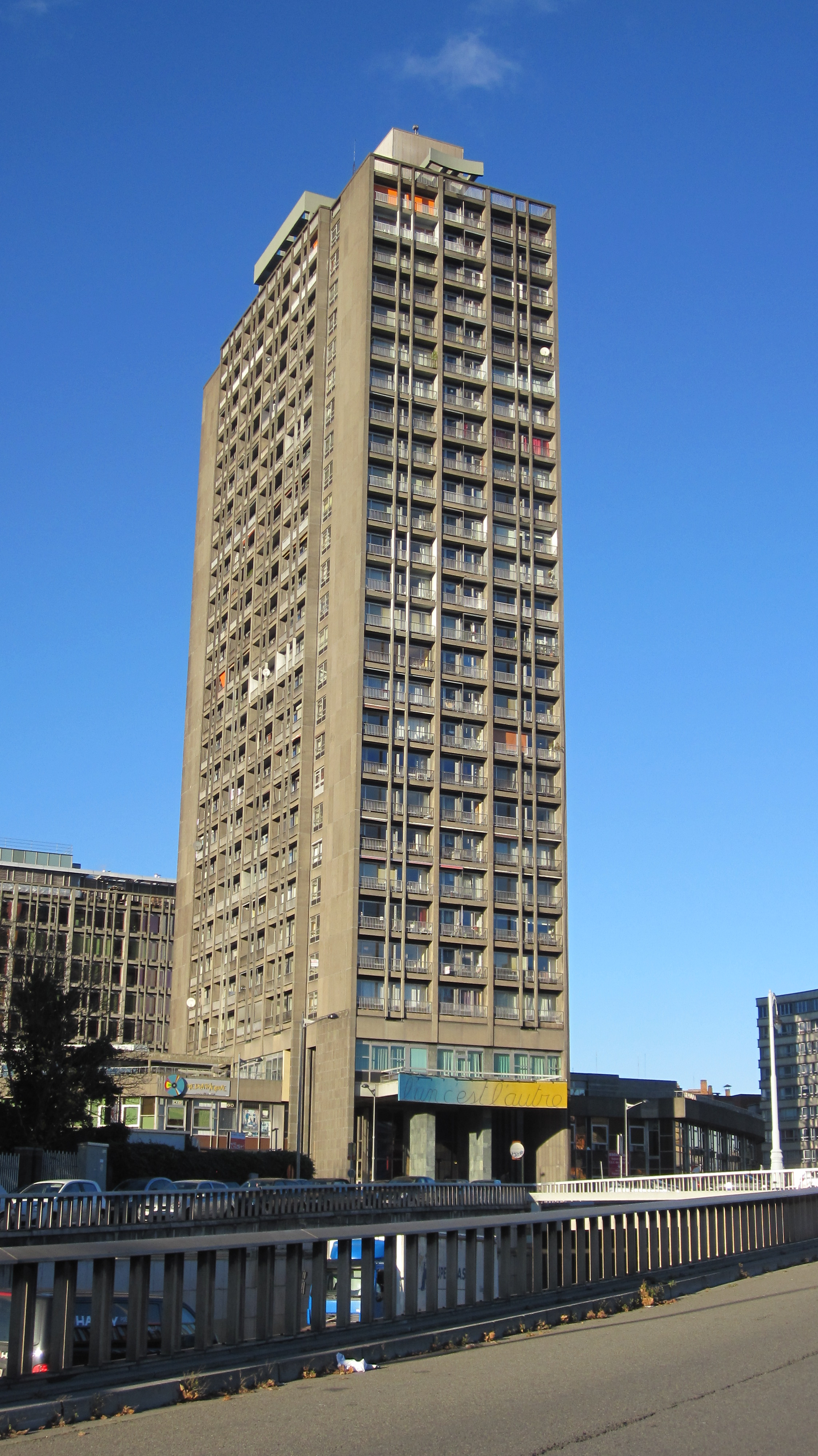
De woontoren in 2012
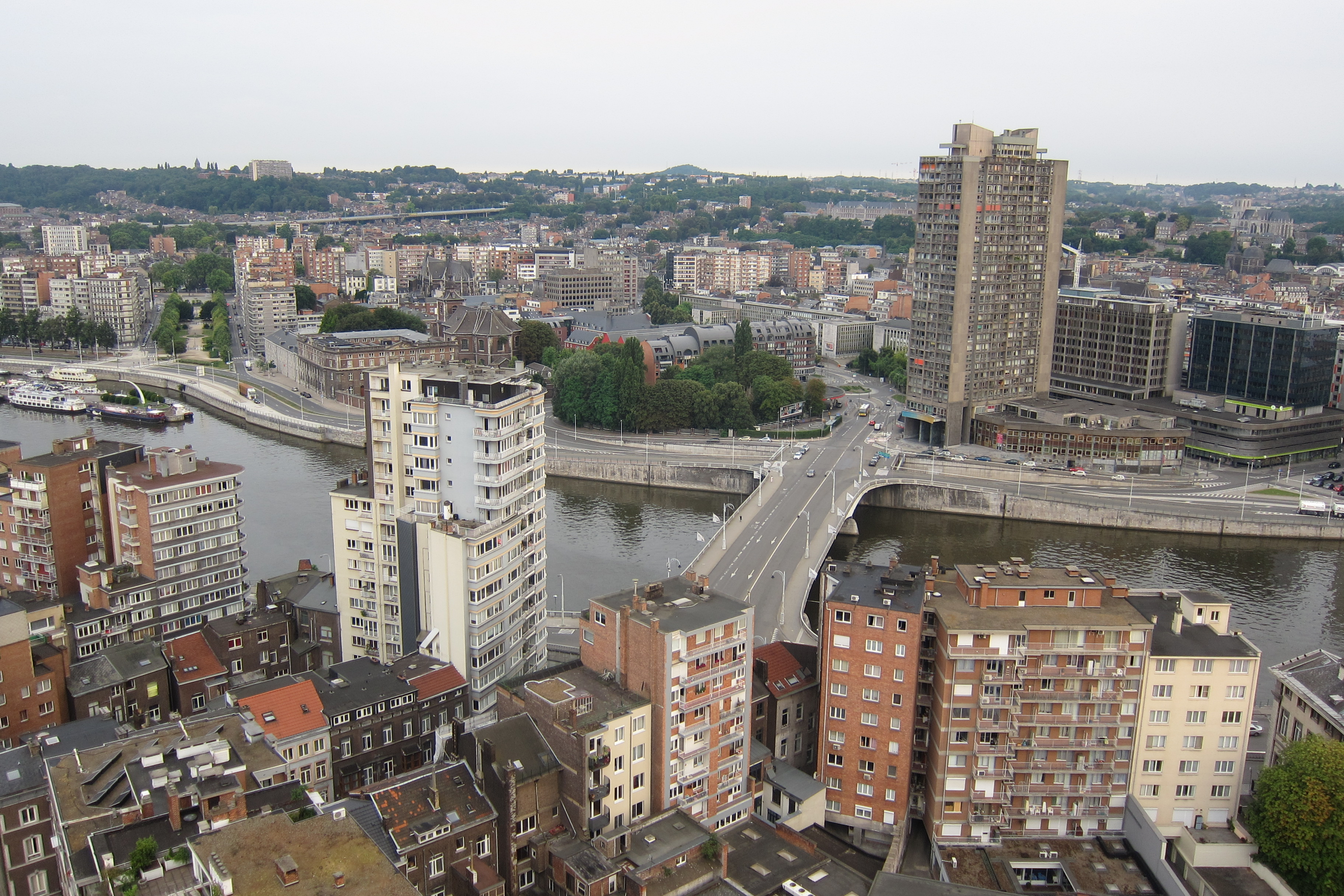
De omgeving van het gebouw in 2016
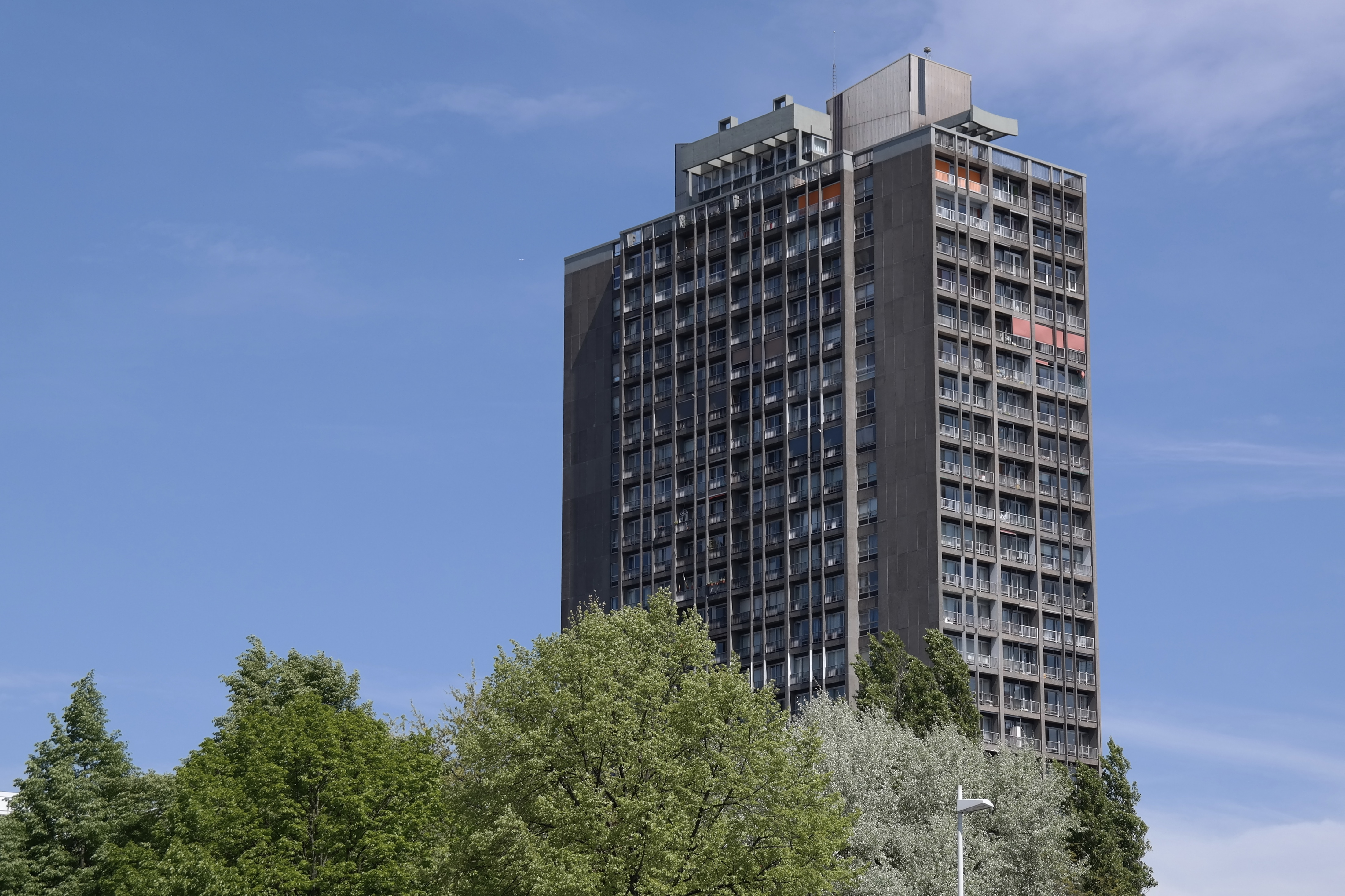
De top in 2017